# Mästerskapsserien
A Mästerkapsserien (svédül Bajnokok Ligája) egy rövid életű labdarúgó-bajnokság, amely egyfajta rájátszás-szerepet töltött be a svéd labdarúgásban. A sorozat mindössze két szezont élt meg, az elsőt az IFK Göteborg, a másodikat az AIK Fotboll nyerte. Mindkétszer az IFK Norrköping végzett a második helyen.

## Győztesek
| Season | Winners          | Runners-up     |
| ------ | ---------------- | -------------- |
| 1991   | IFK Göteborg (1) | IFK Norrköping |
| 1992   | AIK (1)          | IFK Norrköping |

## A legsikeresebb klubok
| Címek | Klub         |
| ----- | ------------ |
| 1     | AIK          |
| 1     | IFK Göteborg |